# Tain (Schottland)
Tain (gälisch: Baile Dhubhthaich) ist eine Stadt in der schottischen Council Area Highland. Sie liegt etwa 40 km nordnordöstlich von Inverness und 80 km südwestlich von Thurso an der Südküste des Dornoch Firth. Tain ist der älteste Royal Burgh Schottlands und erhielt diesen Status im Jahre 1457. Im Jahre 2011 verzeichnete Tain 3655 Einwohner.

## Geschichte
Der mutmaßlich aus Tain stammende Heilige Duthac oder Duthus wurde um 1000 geboren. Seine Gebeine wurden im 13. Jahrhundert unter König Malcolm III. nach Tain verbracht und die St Duthus’s Chapel mit Duthusschrein errichtet. Vermutlich durch Uilleam, 3. Earl of Ross wurde im 13. Jahrhundert eine dem Duthac geweihte Pfarrkirche errichtet, die unter König Jakob III. zum Kollegiatstift St Duthus Collegiate Church erweitert wurde. Duthac ist heute der Schutzpatron von Tain. Die Tain Tolbooth wurde als Ratskammer und Justizgebäude ab dem Jahre 1708 genutzt.
Westlich von Tain liegt die seit 1843 betriebene Whiskybrennerei Glenmorangie; die seit 1790 aktive Balblair-Brennerei liegt etwa sieben Kilometer westlich in Edderton.

## Verkehr
Tain liegt an der bedeutenden Fernverkehrsstraße A9, die Edinburgh mit Thurso verbindet und die wenige Kilometer westlich von Tain entfernt den Dornoch Firth über die Dornoch Firth Bridge quert. Ferner besitzt Tain seit 1864 einen eigenen Bahnhof, welchen die Far North Line regelmäßig bedient.

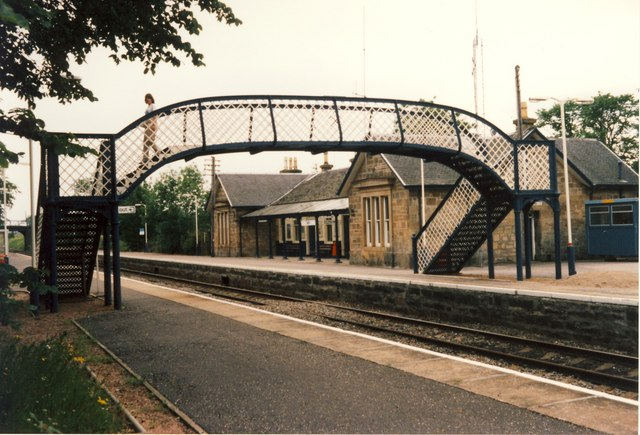
Bahnhof von Tain
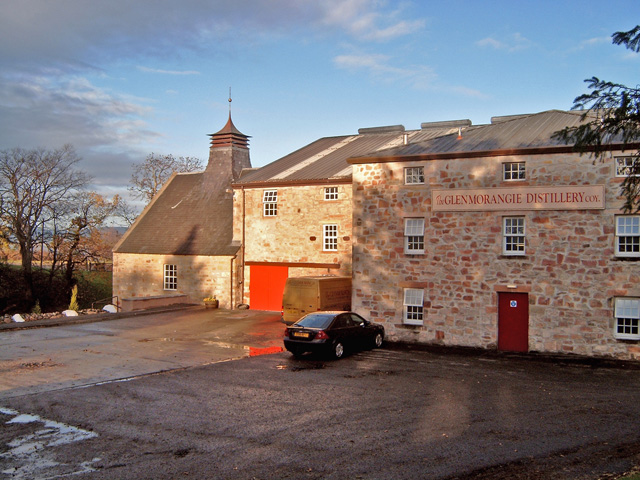
Glenmorangie-Brennerei
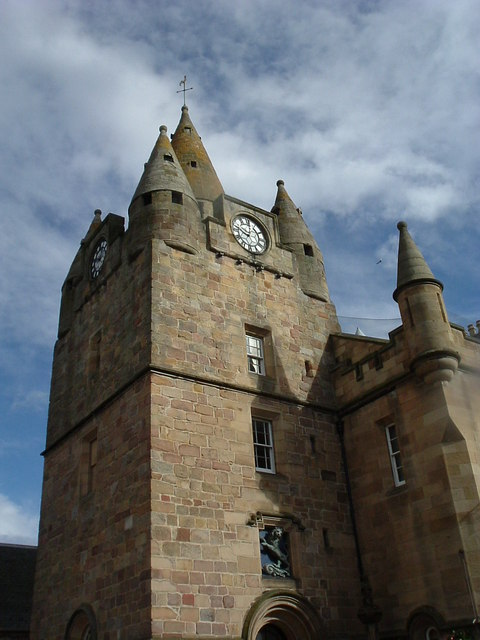
Zollfeste